# Mangas jezik
Mangas jezik (ISO 639-3: zns), afrazijski jezik zapadnočadske skupine, kojim govori oko 100 ljudi (1995 CAPRO) (etnička grupa Mangas) u nigerijskoj državi Bauchi, grad Mangas.
Mangas s još trinaest jezik čini užu skupinu B.3. barawa, i s jezicima boghom [bux] i kir-balar [kkr], svi iz Nigerije,  podskupinu boghom. U upotrebi je i hausa [hau]. 
Ni jezik ni narod ne smi ju se brkati s Manga Kanurima čiji jezik pripada saharskoj skupini.

## Vanjske poveznice
- Ethnologue (14th)
- Ethnologue (15th)